# Феррарська школа живопису
Феррарська школа живопису — так називають художників епохи Ренесансу італійського міста Феррари, що створили свій неповторний стиль серед мистецьких центрів Італії. Феррарська школа існувала недовгий історичний термін. Історичний центр міста проголошено культурним надбанням ЮНЕСКО.

## Історія
Художники працювали при дворі герцогів д'Есте, що правили у Феррарському герцогстві з 1264 по 1597 рр. Розквіт школи, яка синтезувала досягнення живописців Мантуї, Венеції, Болоньї, Мілану, Флоренції, відносять до XV—XVI ст. Особливо міцними були зв'язки феррарської школи з Болонською школою. Дослідженням живопису майстрів Феррарської школи займався мистецтвознавець з Італії Роберто Лонгі(1890—1970).

## Стародавні будівлі Феррари

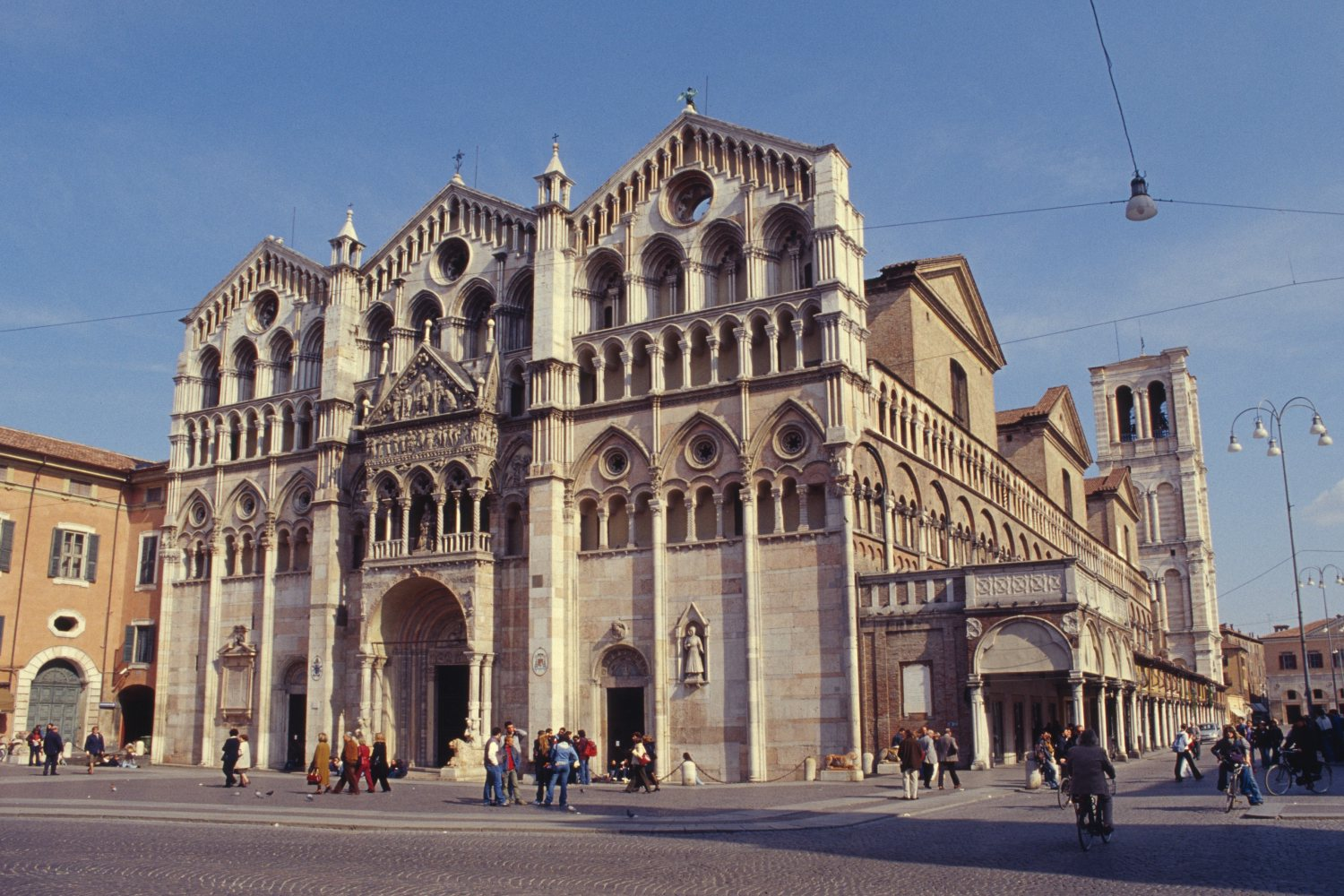
Кафедральний собор
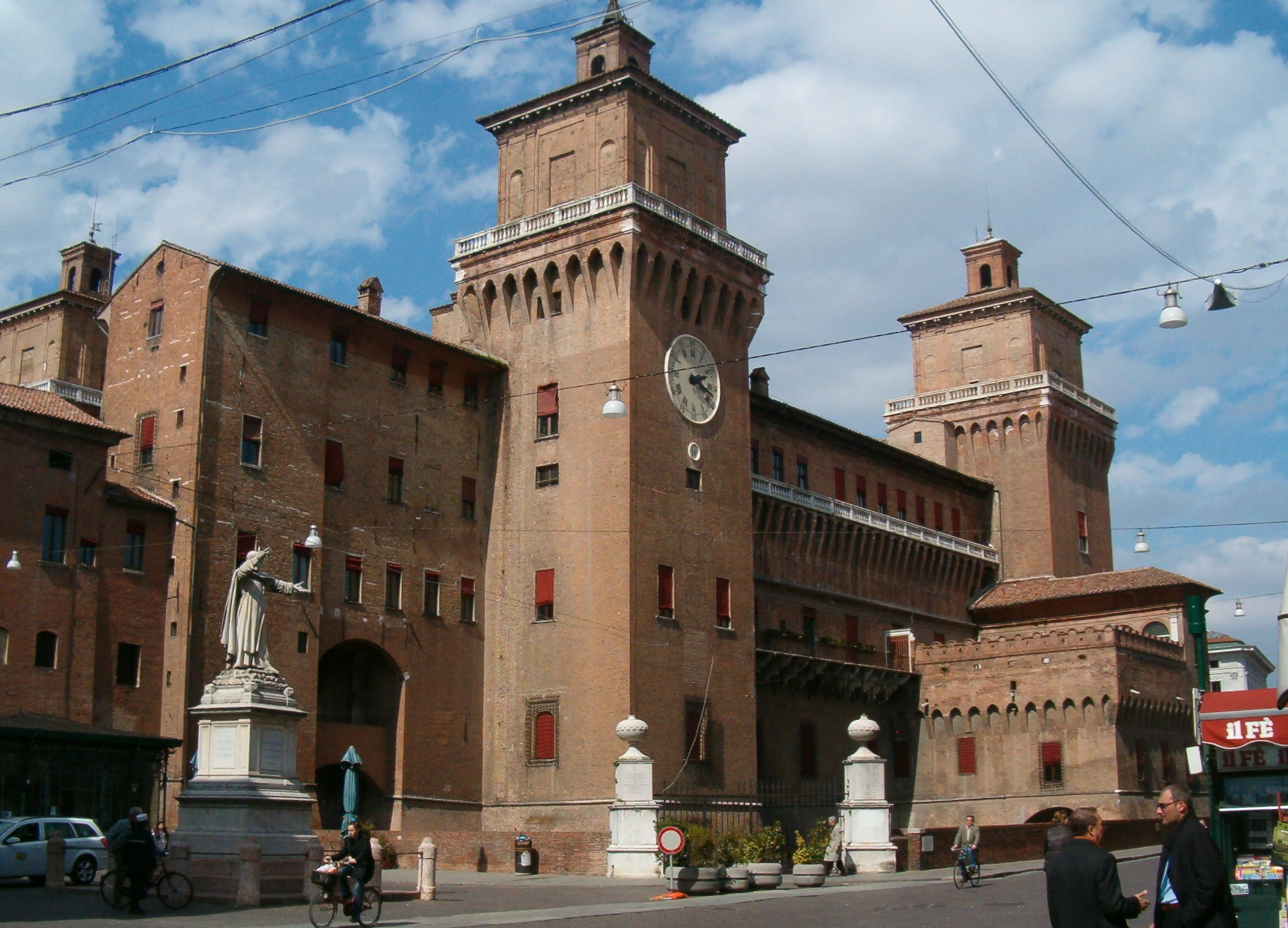
замок герцогів Есте
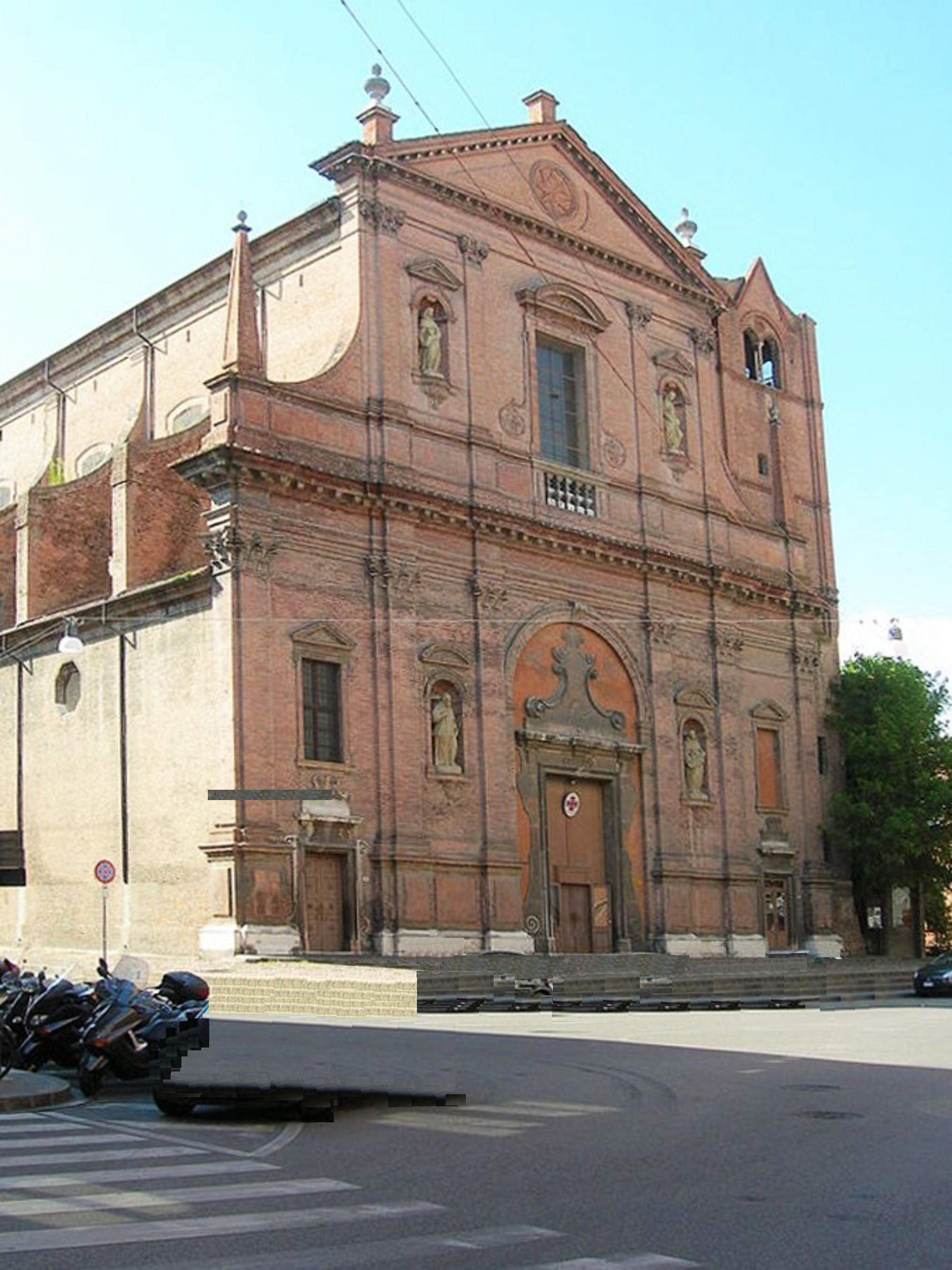
Церква Сан Доменіко

## Головні представники Феррарської школи живопису

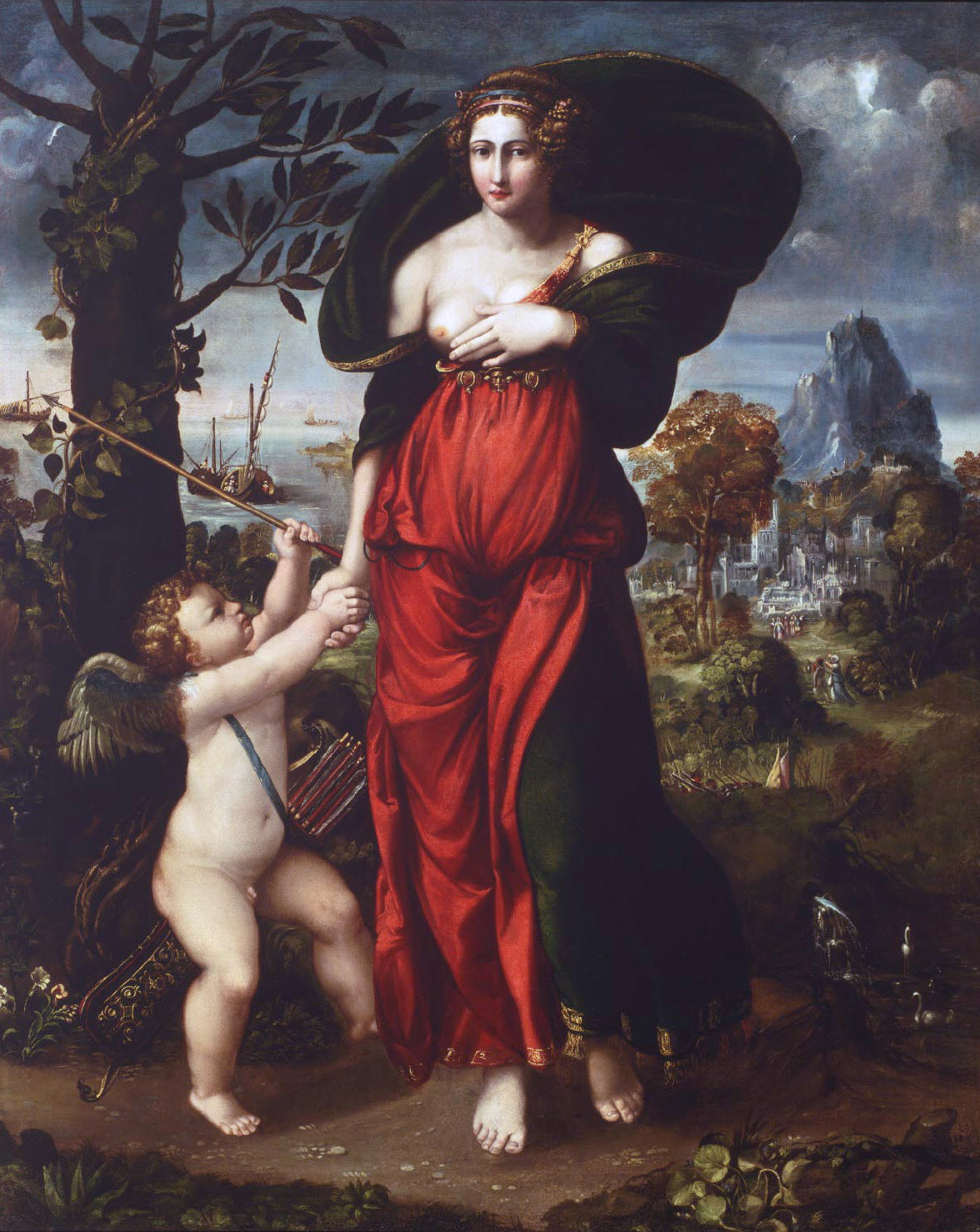
Худ. Баттіста Доссі."Венера і Амур", 1540 р., Філадельфія, США.

- Мікеле Панноніо (бл.1415 — 1464).
- Христофор Каноцці да Лендинара (бл.1420 — бл. 1488)
- Марко Зоппо (1433—1498)
- Галассо (бл. 1430—1470), вчитель Козімо Тура.
- Козімо Тура (бл. 1430—1495)
- Франческо Косса (бл. 1436 — бл. 1478)
- Ерколє де Роберті (бл. 1451—1496)
- Доменіко Панетті (1460—1530)
- Лодовіко Маццоліно (1480—1528)
- Доссо Доссі (1479—1542)
- Баттіста Доссі (Баттіста де Лутері, бл. 1490—1548), молодший брат Доссо Доссі, теж художник і помічник старшого брата
- Джованні Франческо Суркі (15.. ? — 1590), учень Доссо Доссі.
- Доменіко Панетті (1460—1530), вчитель Гарофало.
- Гарофало, Бенвенуто Тізі (1481—1559)
- Джироламо да Карпі, (1501—1556), його відносять також до болонської школи живопису.
- Лоренцо Коста

## Галерея

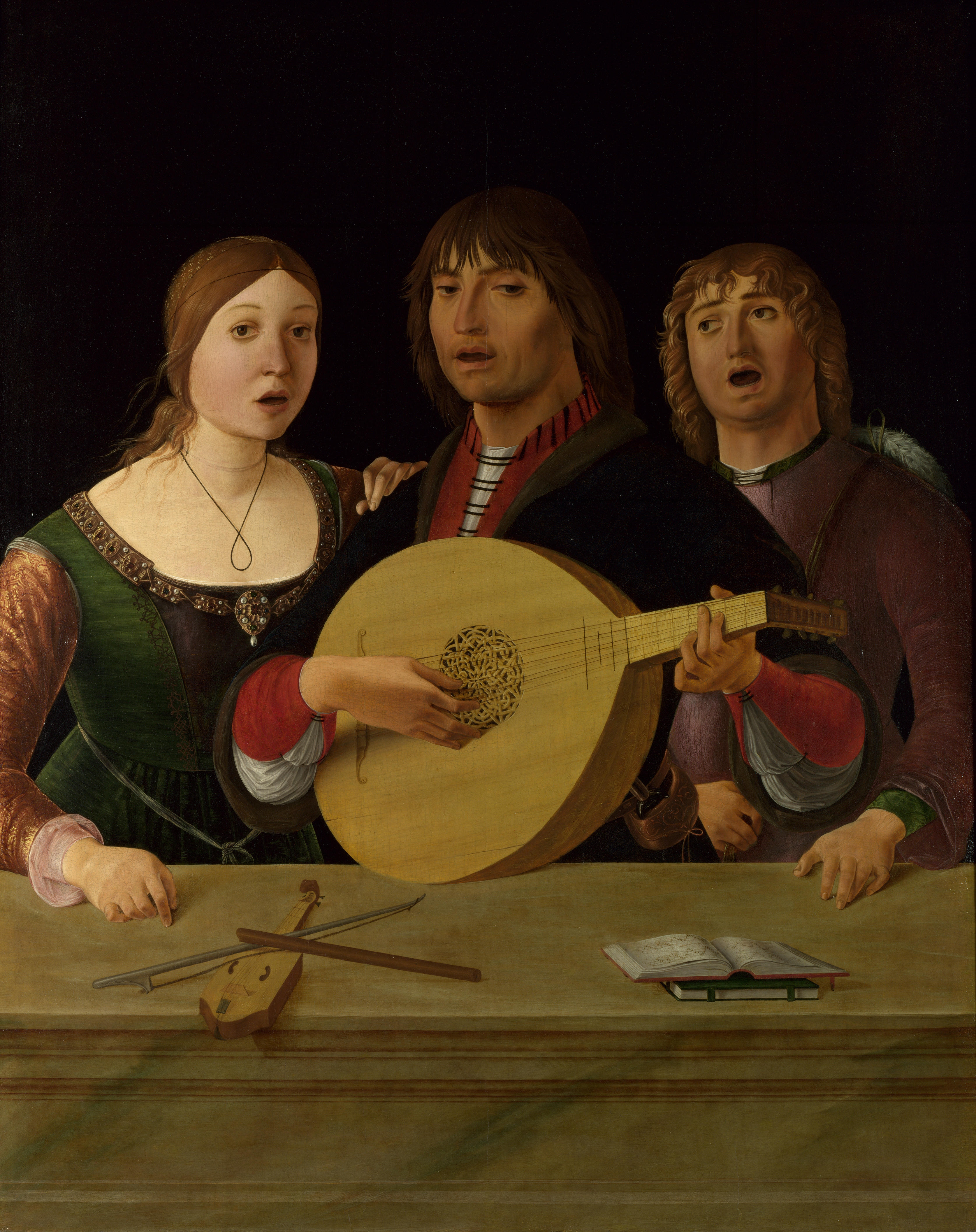
Лоренцо Коста, Концерт,Лондон, Нац.галерея.
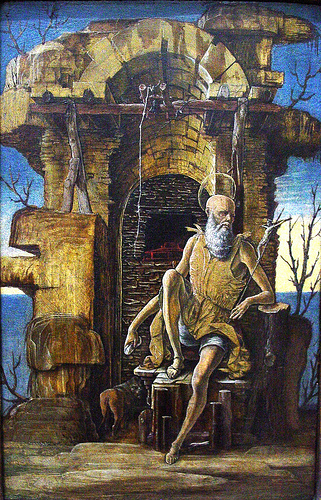
Франческо Косса разом з Роберті, «Святий Єронім в пустелі», Музей Пола Гетті,США.
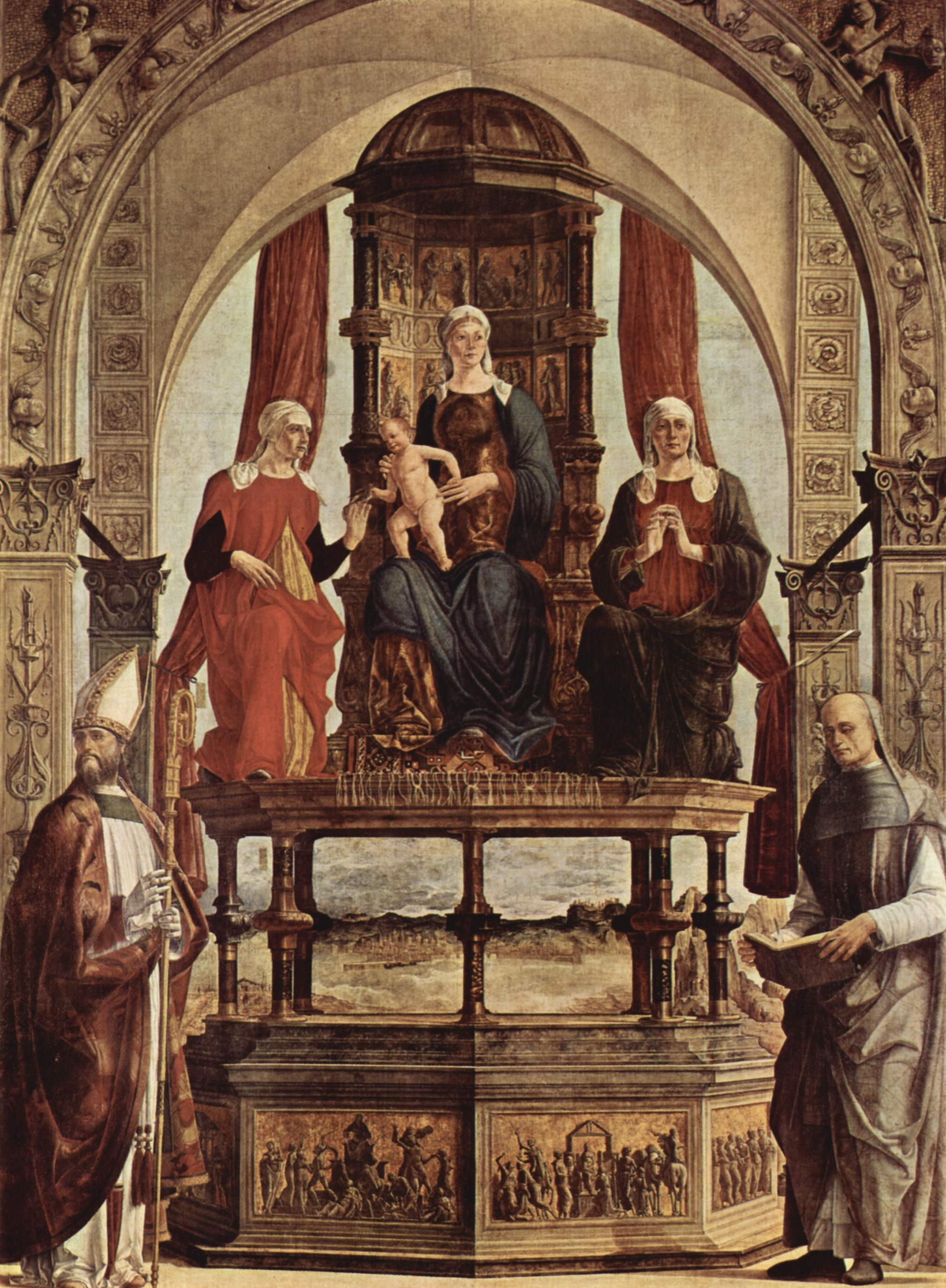
Ерколє де Роберті, вівтар Портуензе, Мілан, Брера.
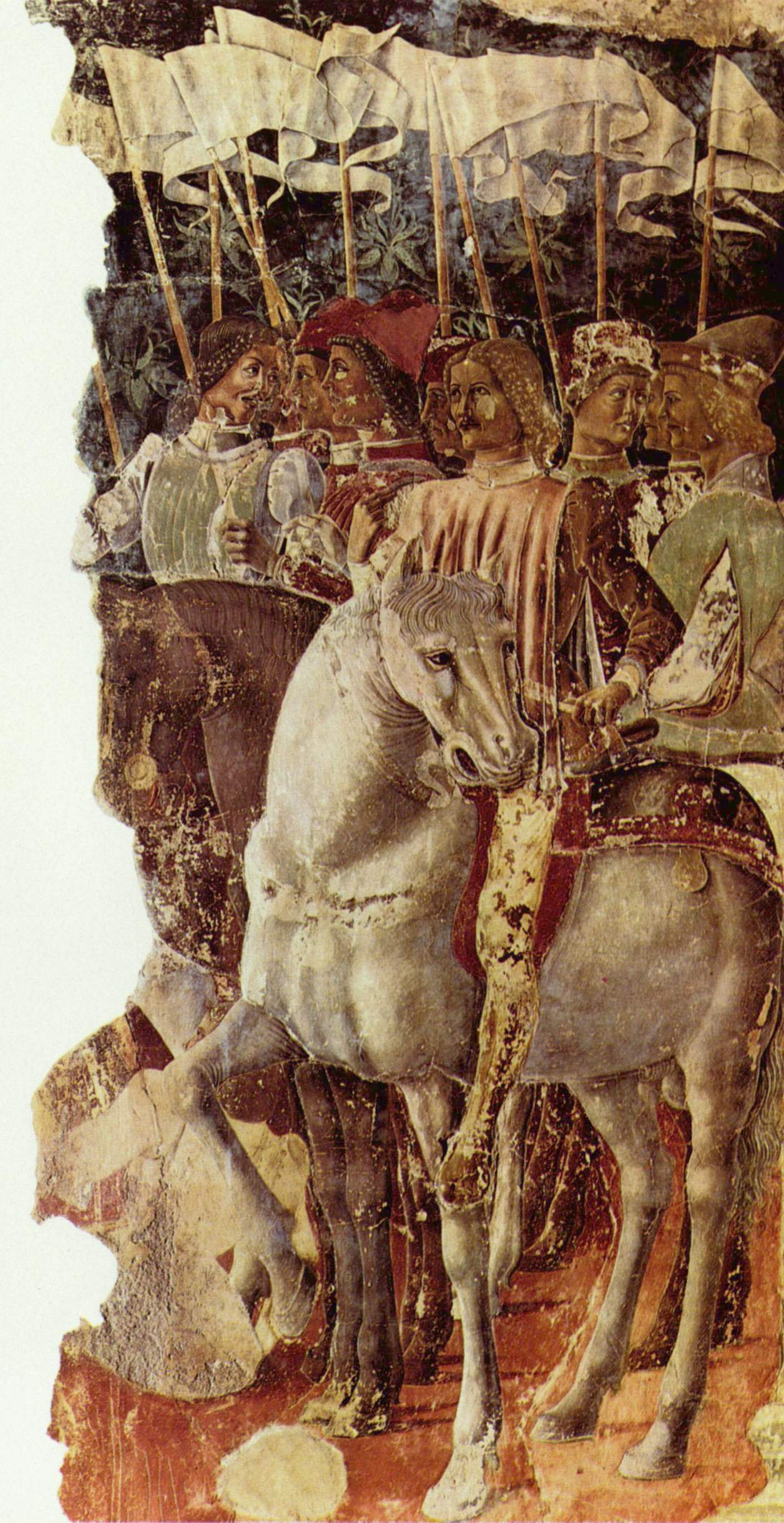
Козімо Тура. Лицарі з прапорами, фрагмент фрески.

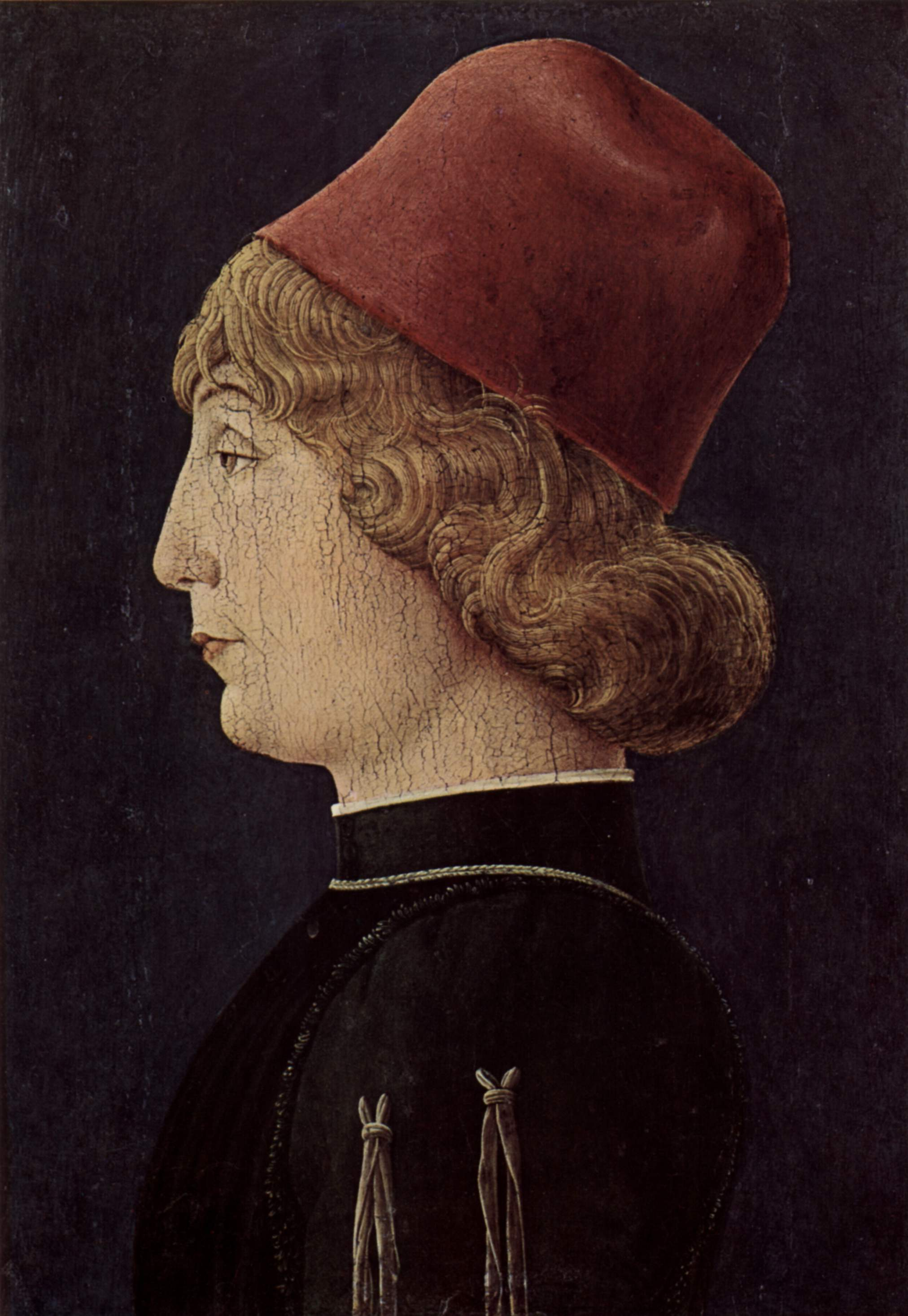
Козімо Тура.Портрет невідомого.Метрополітен-музей
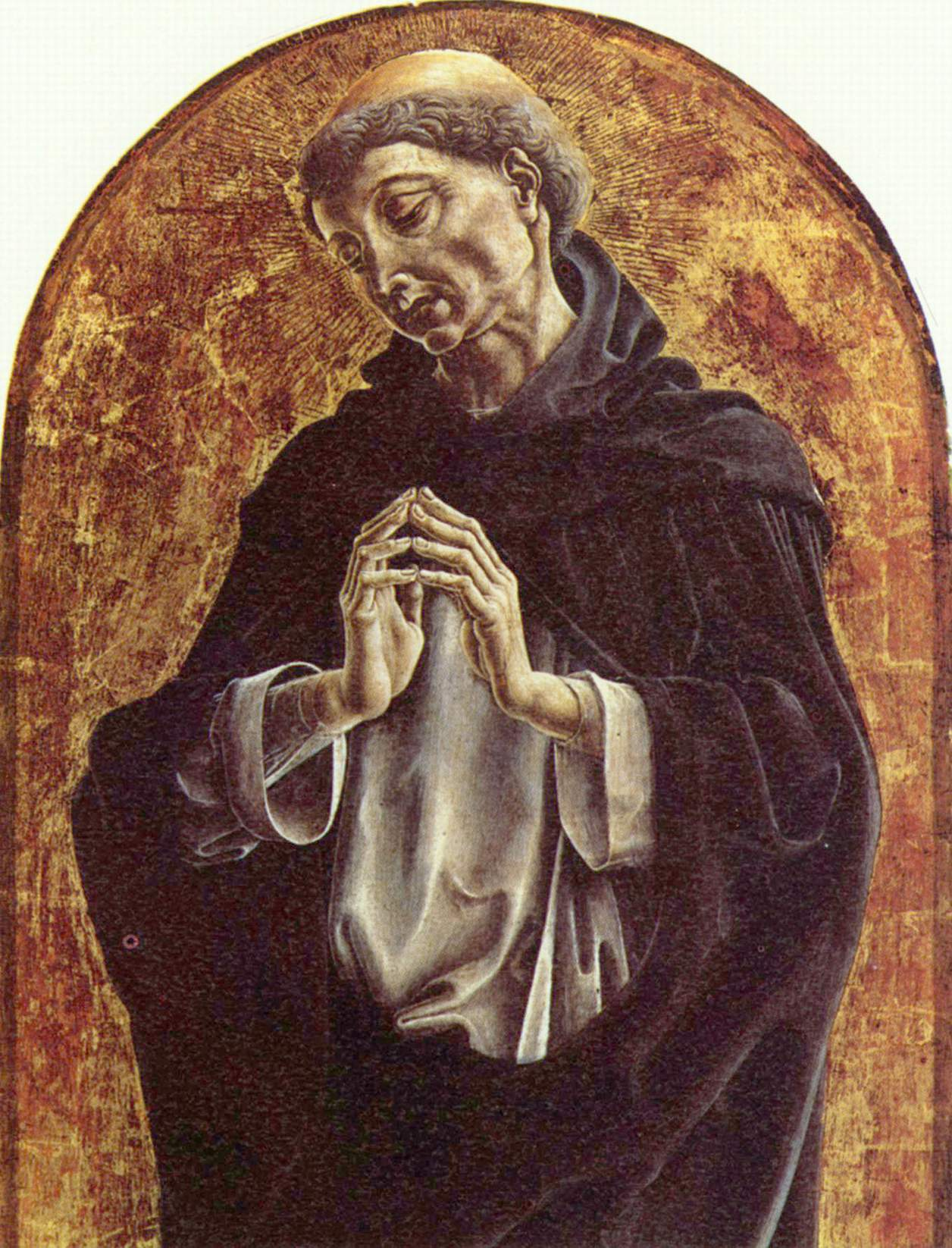
Козімо Тура.Св.Домінік.
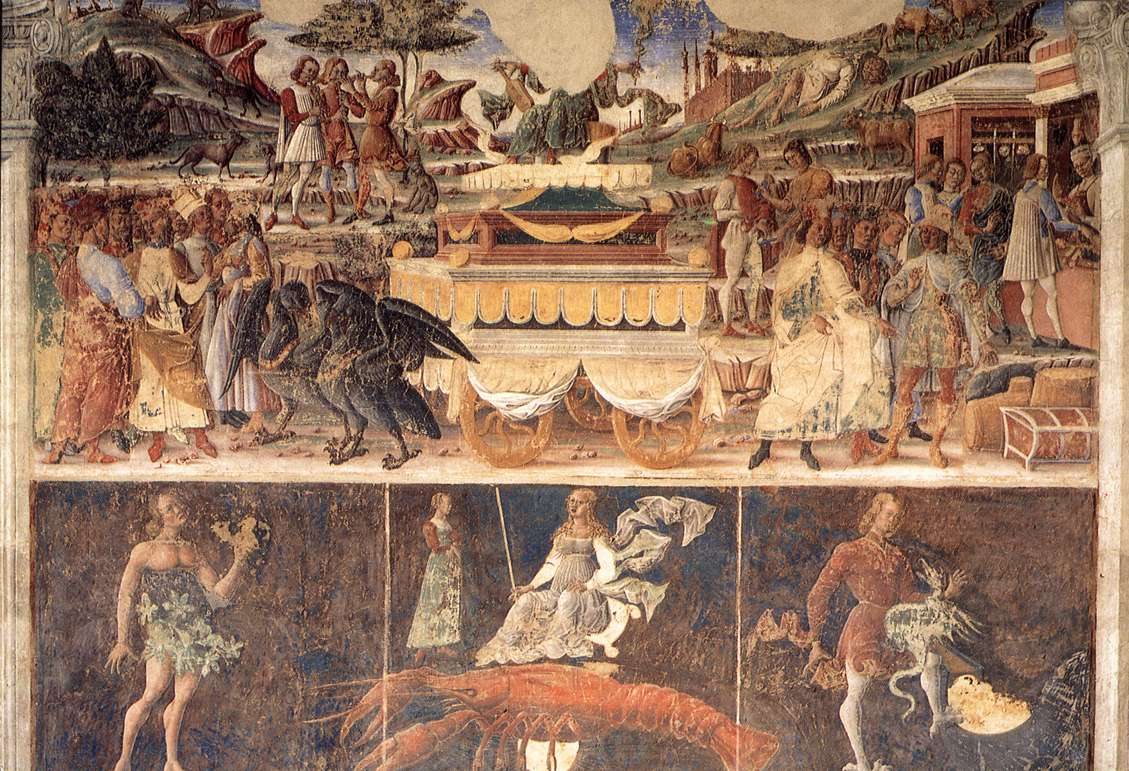
Козімо Тура.Фрески палаццо Скіфаноя.Зодіак,Алегорія Рака.
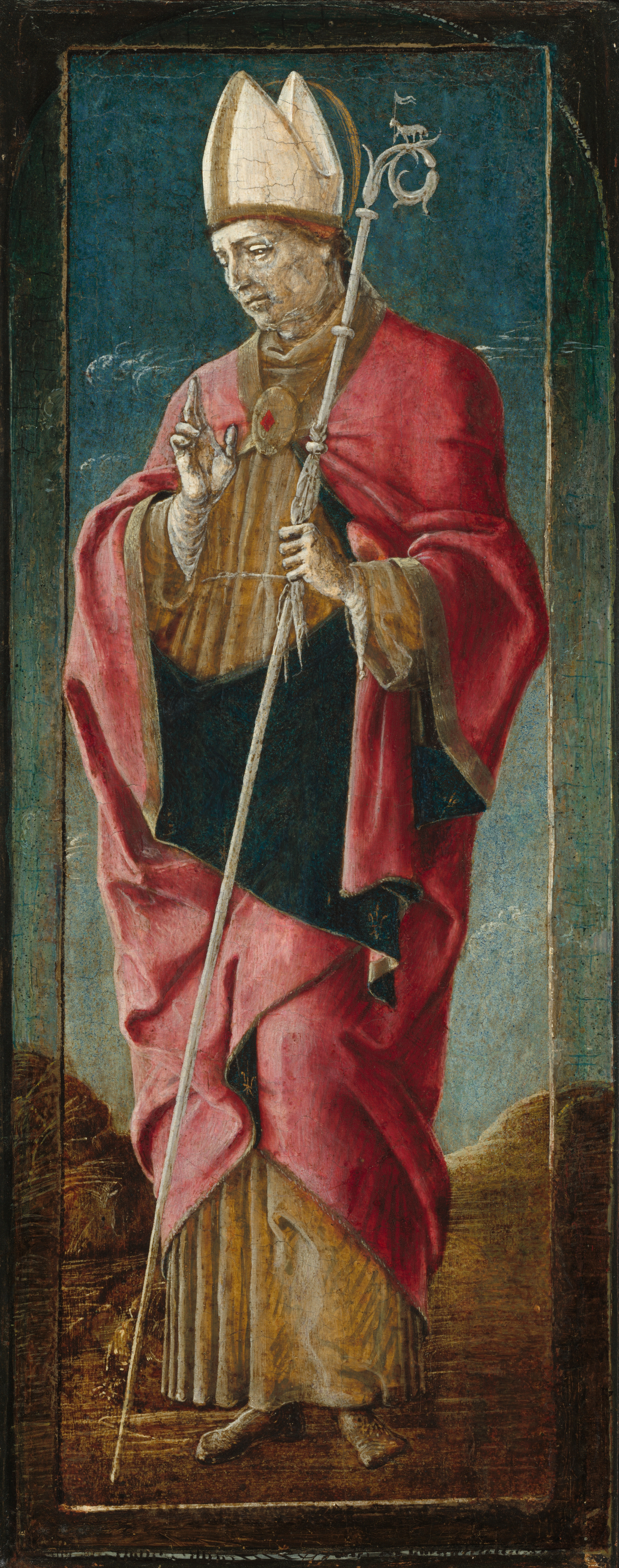
Козімо Тура. Св.Мауреліус.Вашінгтон, Нац.галерея.

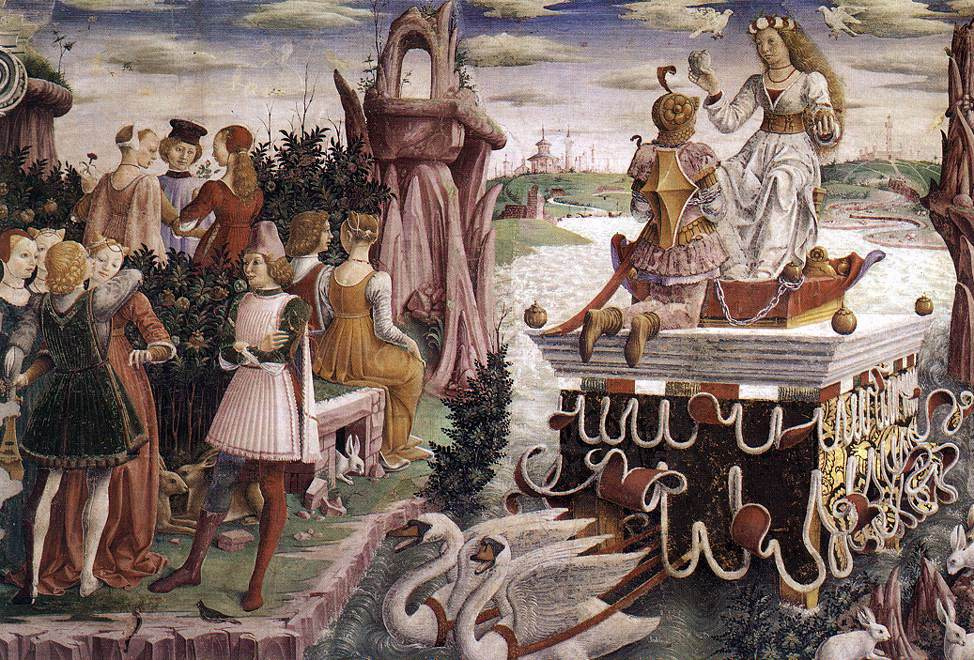
Франческо Косса. Зодіак, Квітень
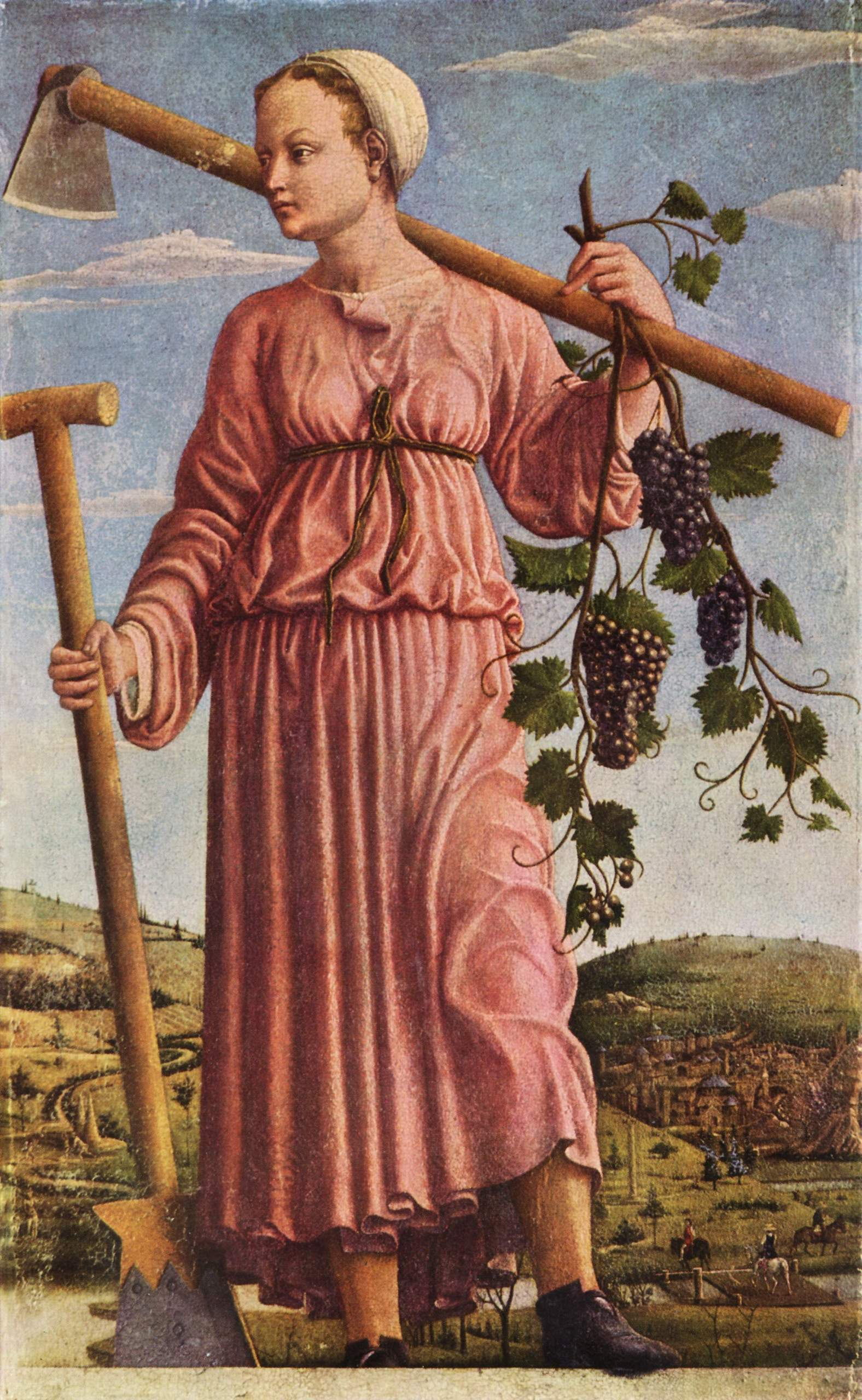
Франческо Косса.Алегорія Літа.Берлін.
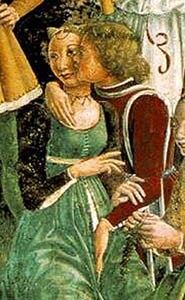
Франческо Косса.Фрагмент фрески «Квітень».
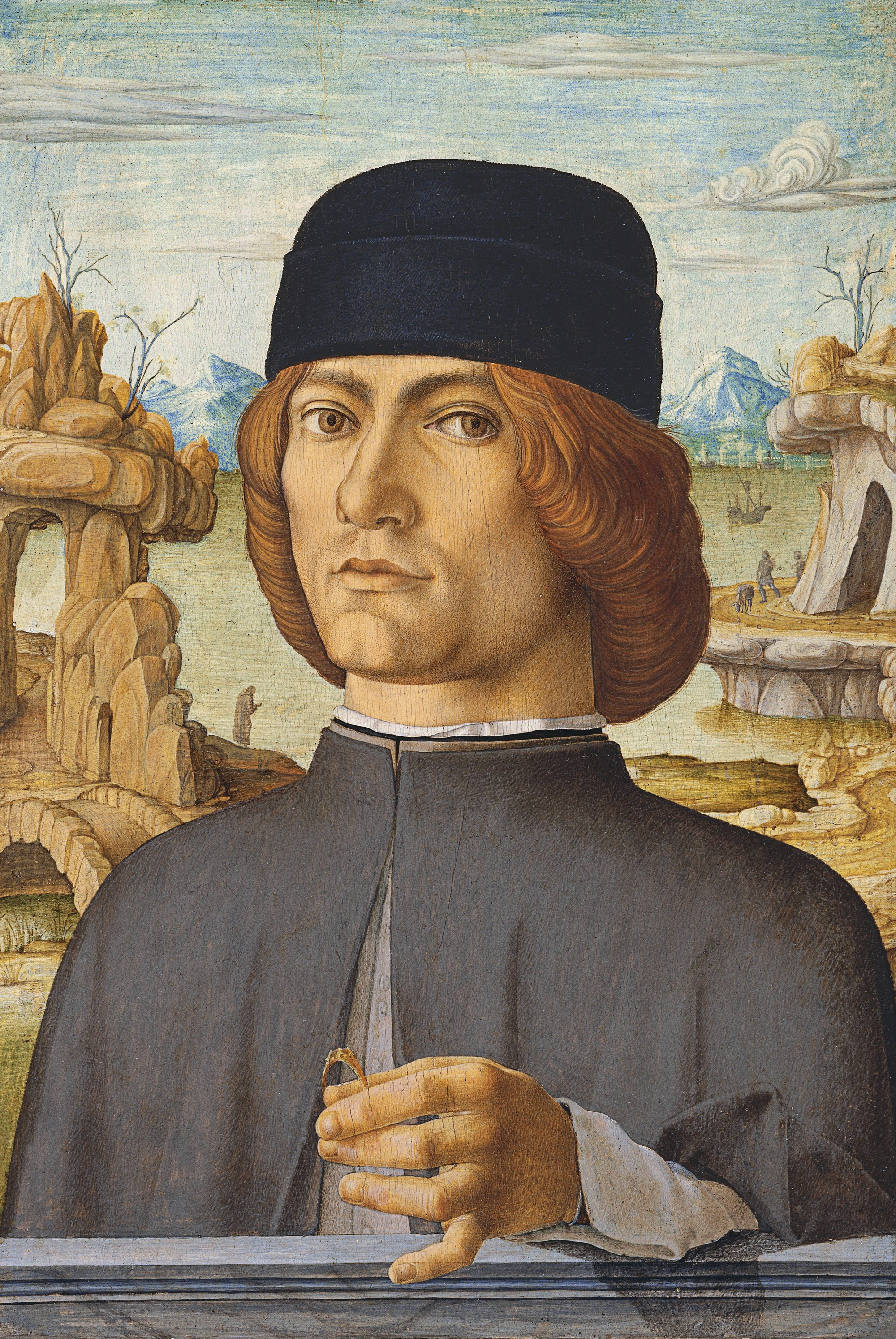
Франческо Косса.Портрет юнака з каблучкою.

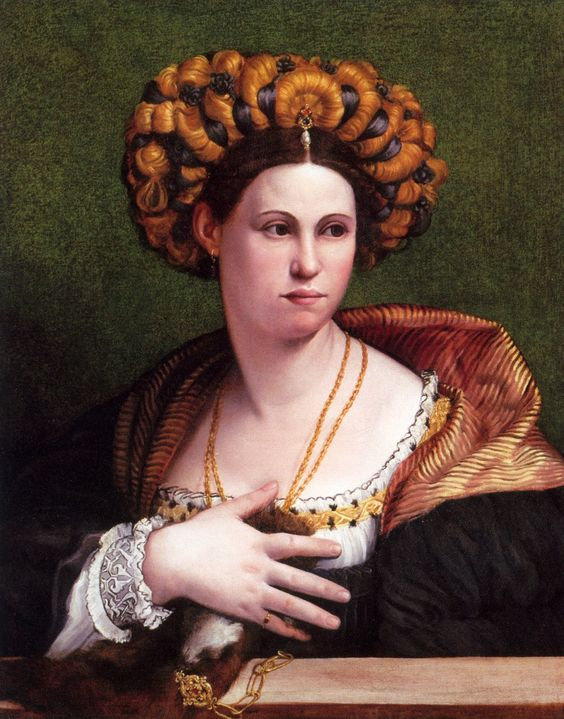
Доссо Доссі.Портрет жінки.
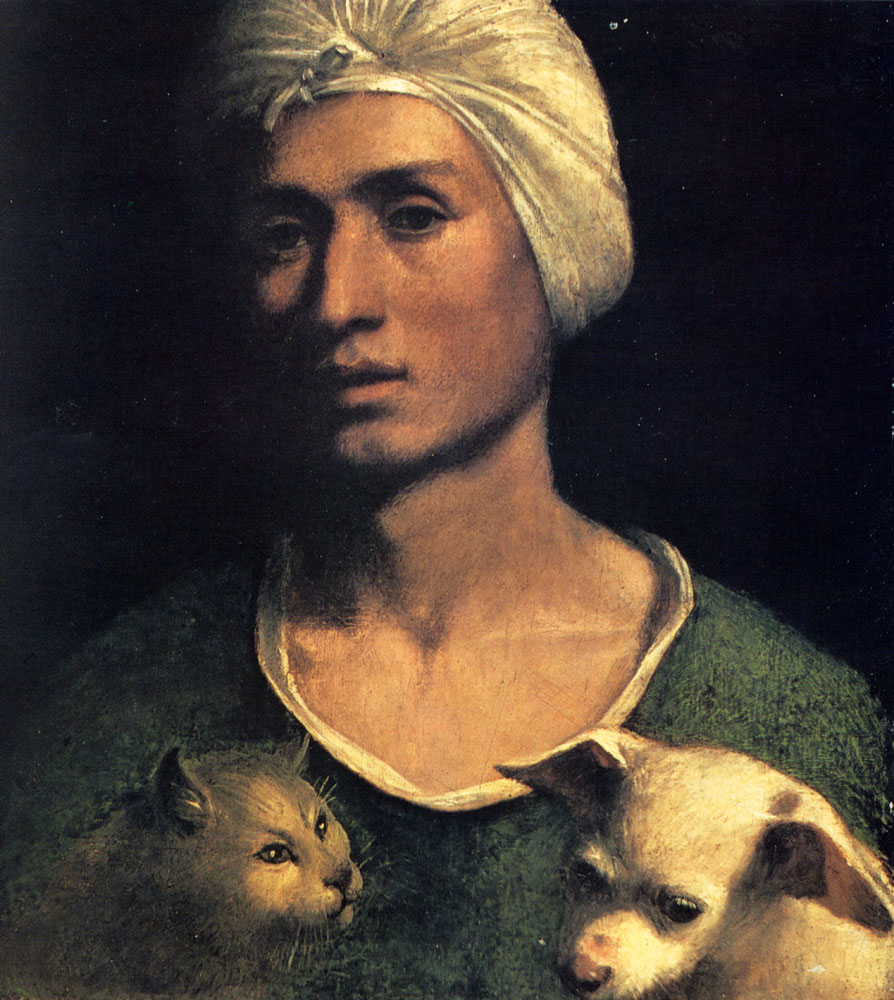
Доссо Доссі.Юнак зі своїми улюбленцями.
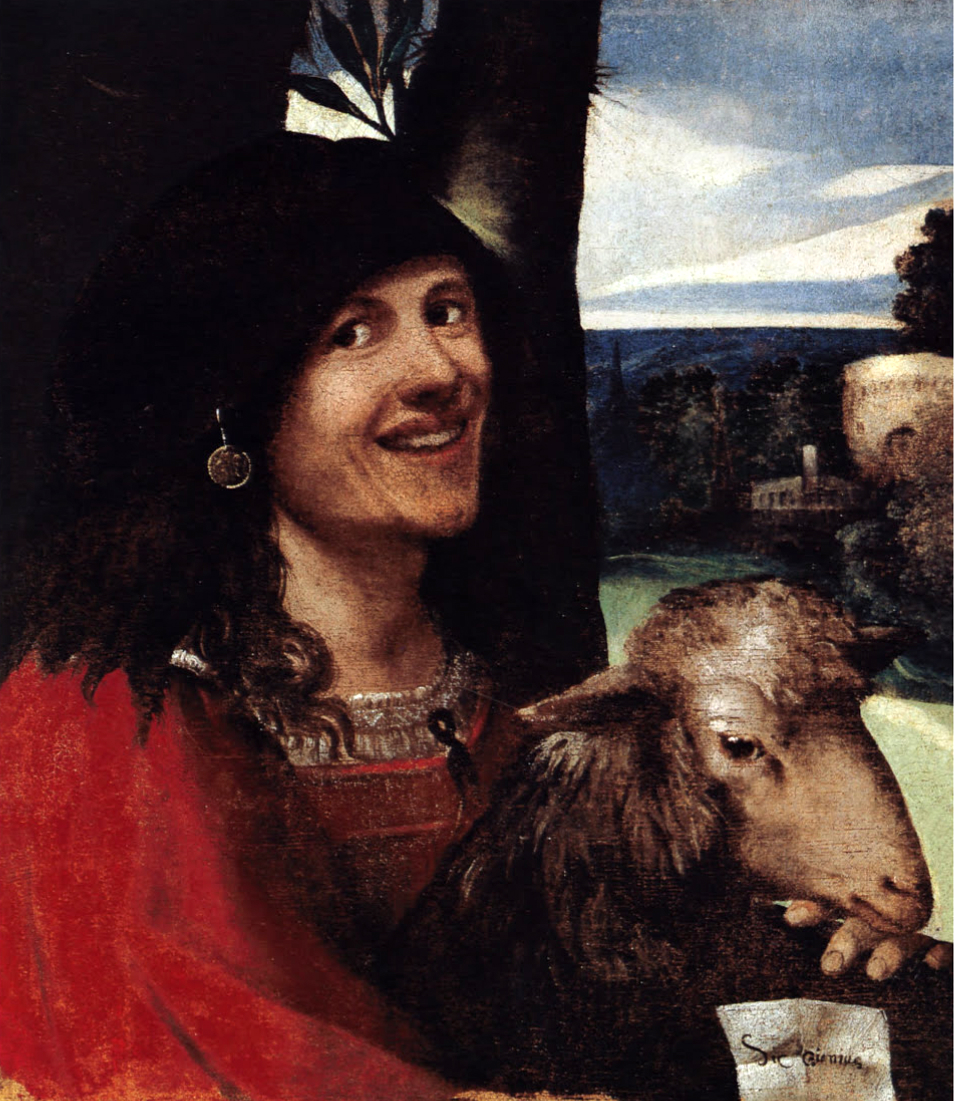
Доссо Доссі.Комедіант.Музей. Модена.
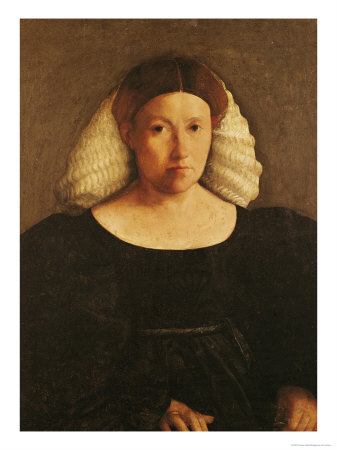
Доссо Доссі. Портрет жінки.

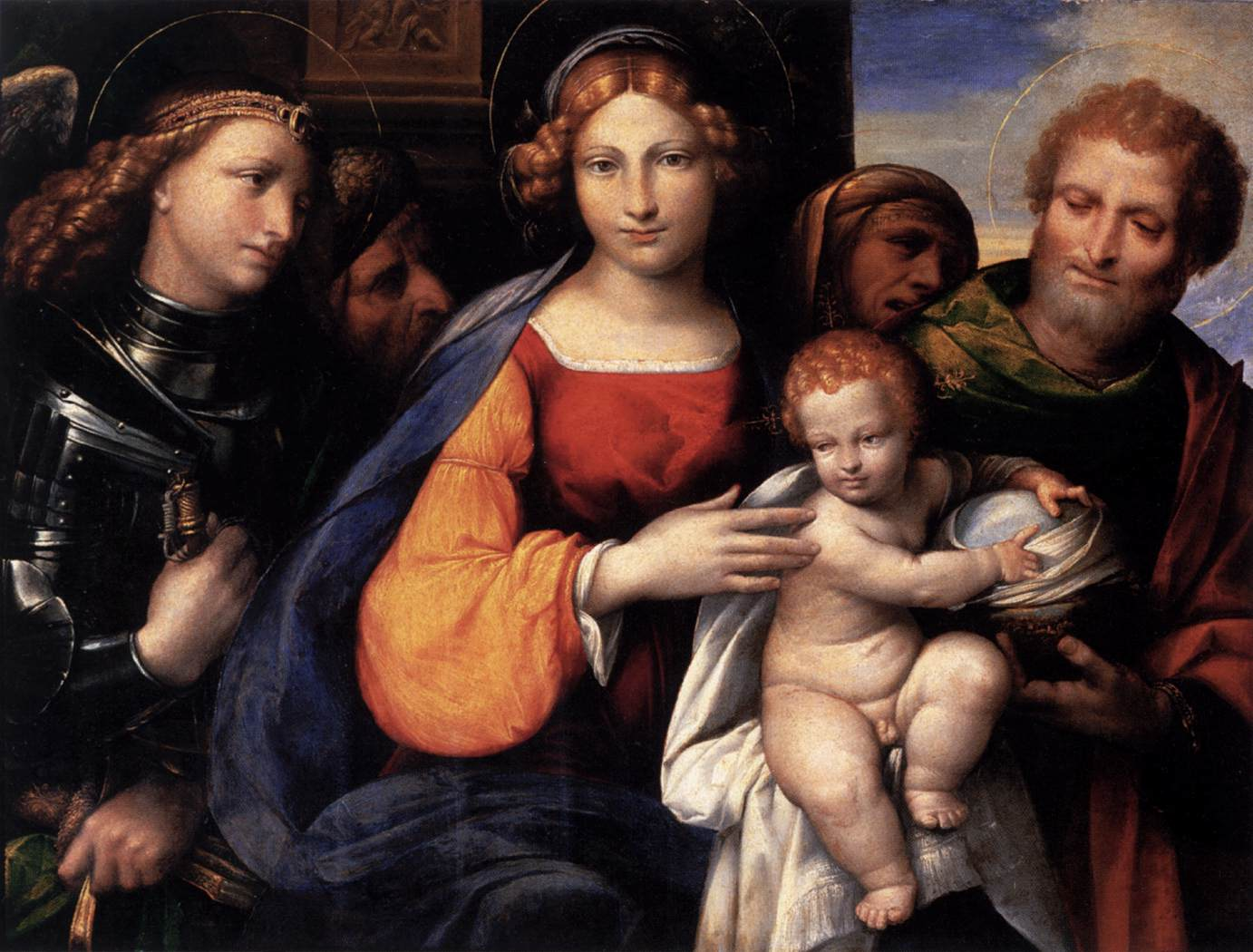
Гарофало. Мадонна зі Св.Михайлом і Йосипом, Рим, галерея Боргезе.
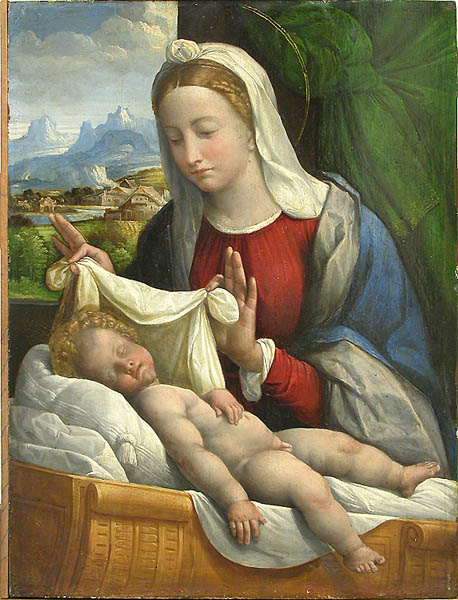
Гарофало. Мадонна з немовлям. Лувр, Париж.
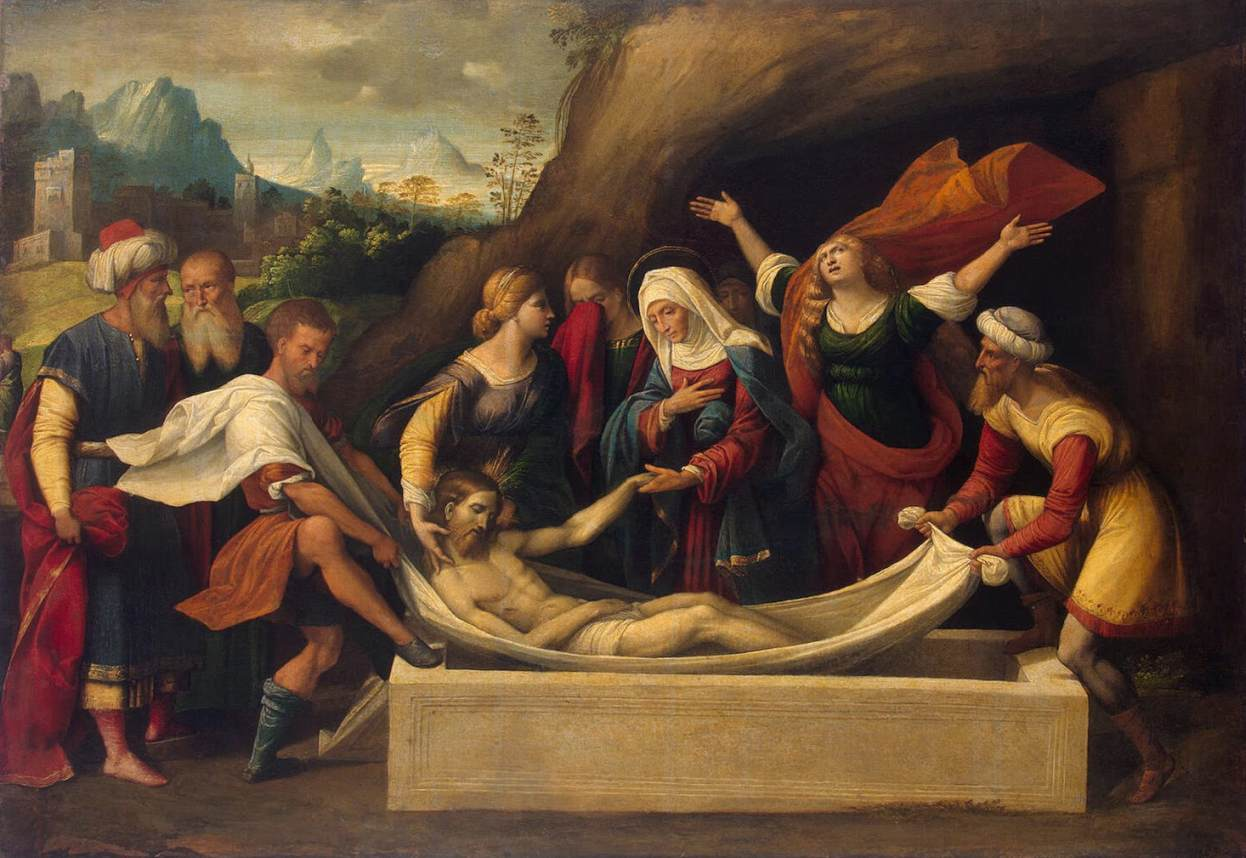
Покладання Христа у гроб (Гарофало) . Ермітаж, Санкт-Петербург.
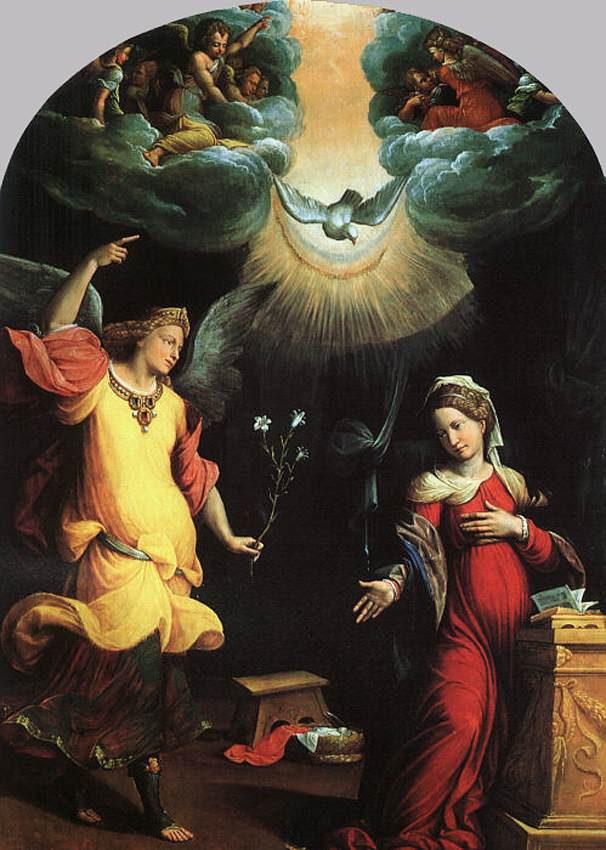
Гарофало. Благовіщення.Пінакотека Брера , Мілан.